# Хак-Назар-хан
Хак-Назар-хан (каз. Хақ-Назар хан) — казахський хан, який правив у Казахському ханстві після завершення 1-ї громадянської війни в Казахському ханстві.

## Життєпис
Був сином Касим-хана. За правління Тахір-хана і Буйдаш-хана Хак-Назар жив у одного з ногайських мурз.
1538 року Хак-Назар здійнявся на трон Казахського ханства в місті Сигнак. За часів його правління відбулось відродження могутності його держави.
Хак-Назар-хан з перемінним успіхом вів боротьбу з сибірським ханом Кучумом. Хан зумів підкорити своїй владі башкирів. За його правління було встановлено торгові й економічні зв'язки з Московією.
Хак-Назар підкорив своїй владі не лише весь казахський степ, але й вів масштабні війни з сусідніми державами. Впродовж короткого строку він розбив війська Могулістану, завдав нищівних ударів ойратам 1554 року. Частина киргизів визнала Хак-Назара своїм ханом. Також він зумів завдати низки поразок правителям Мавераннахру. Його загони тримали під постійною загрозою Ташкент, стягуючи данину з усіх караванів, що проходили повз.
Таким чином володіння Хак-Назара розширились від от Волги до Уралу. До складу Казахського ханства увійшли міста Туркестан, Сигнак, Сауран, Сайрам, Тараз.